# Покушение на улице Сен-Никез
Покушение на улице Сен-Никез (фр. Attentat de la rue Saint-Nicaise), также известно как Адская машина — покушение на жизнь Первого консула Франции Наполеона Бонапарта в Париже 24 декабря 1800 года. Оно последовало за заговором кинжалов 10 октября 1800 года, и было одним из многих роялистских и католических заговоров. Хотя Наполеон и его жена Жозефина едва избежали смерти, несколько человек погибли и получили ранения.
Название «адская машина» или «адское устройство» (фр. Machine Infernale), было связано с эпизодом восстания XVI века против испанского владычества во Фландрии. В 1585 году во время испанской осады Антверпена итальянский инженер, находящийся на испанской службе, изготовил взрывное устройство из бочки, обвязанной железными обручами, наполненной порохом, легковоспламеняющимися материалами и пулями, и выстрелил в неё из мушкетона, нажав спусковой крючок на расстоянии при помощи струны. Итальянский инженер назвал это устройство «La macchina infernale».

## Заговорщики
Покушение на жизнь Наполеона было запланировано семью бретонскими шуанами:
- Пьер Робино де Сен-Режан (1768—1801)[К 1]. Сторонник Людовика XVIII, Сен-Режан в прошлом году пытался спровоцировать восстание в западной Франции и публично разорвал предложение Наполеона об амнистии для вандейцев;
- Пьер Пико де Лимоэлан[фр.] (1768—1826): сын гильотинированного дворянина-роялиста;
- Жорж Кадудаль (1771—1804): лидер шуанерии;
- Жан-Батист Костер (1771—1804): один из самых способных лейтенантов Кадудаля, известный как Сен-Виктор;
- Ещё тремя заговорщиками были дворяне Жуайо д’Асса, Жером Петьон де Вильнёв и Эдуар де ля Э-Сент-Илер.

Кадудаль поручил Лимоэлану и Сен-Режану уничтожить Наполеона. Они, в свою очередь, завербовали старого шуана по имени Франсуа-Жозеф Карбон (1756—1801), «коренастого человека со светлой бородой и шрамом на лбу», который участвовал в Вандейском мятеже под предводительством Луи Огюста Виктора де Ген де Бурмона.

## Заговор
26-го фримера IX года Французской республики (17 декабря 1800 года), шуаны Карбон, Лимоэлан и Сен-Режан купили телегу и лошадь у парижского торговца зерном по имени Ламбаль. Карбон сказал, что он разносчик, которому для работы нужна кобыла. Ламбаль продал ему телегу и кобылу за двести франков. Карбон и его друзья отвезли телегу по адресу улица Паради 19, недалеко от Сен-Лазара, где они сняли сарай. Там они провели 10 дней, прикрепляя большую винную бочку десятью крепкими железными кольцами к телеге. Идея заключалась в том, чтобы наполнить бочку порохом и взорвать её рядом с Наполеоном, когда он будет ехать в какое-либо общественное место, например, в оперу.
Первого нивоза (22 декабря) Сен-Режан поехал на площадь Каррузель в поисках места для установки адской машины. Он выбрал место на улице Сен-Никез, к северу от дворца Тюильри, в сторону улицы Фобур Сент-Оноре, где Наполеон в 1795 году победил восстание роялистов, примерно там, где находится площадь Французского Театра (ныне площадь Андре Мальро). Улица де ля Люа (сейчас улица Ришельё), которая вела к Опера-Комик, почти была её продолжением. Сен-Режан решил разместить бочку на улице Сен-Никез, ближе к Сент-Оноре, примерно в 20 метрах от площади Каррузель. Один из заговорщиков должен был стоять перед зданием отеля «Лонгвиль», в дальнем конце площади. Таким образом, он бы увидел карету, покидающую Тюильри, и дал сигнал человеку, который с помощью длинного фитиля взорвал бы бомбу.

## Взрыв

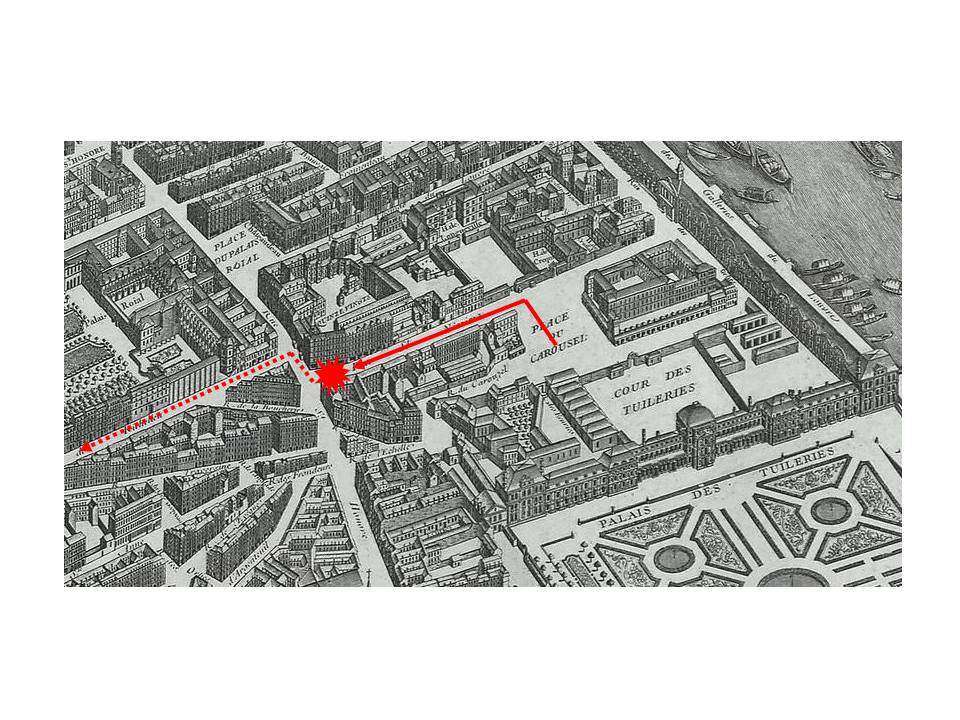
Путь кареты Наполеона во время заговора на улице Сен-Никез в Париже (24 декабря 1800 года)

Поздним вечером 3-го нивоза IX года Французской республики (канун Рождества, 24 декабря 1800 года), заговорщик Карбон, создавший адскую машину, запряг кобылу в телегу с большой винной бочкой и вместе с Лимоэланом поехал к воротам Сен-Дени, на северной окраине Парижа. В заброшенном здании они загрузили бочку порохом.

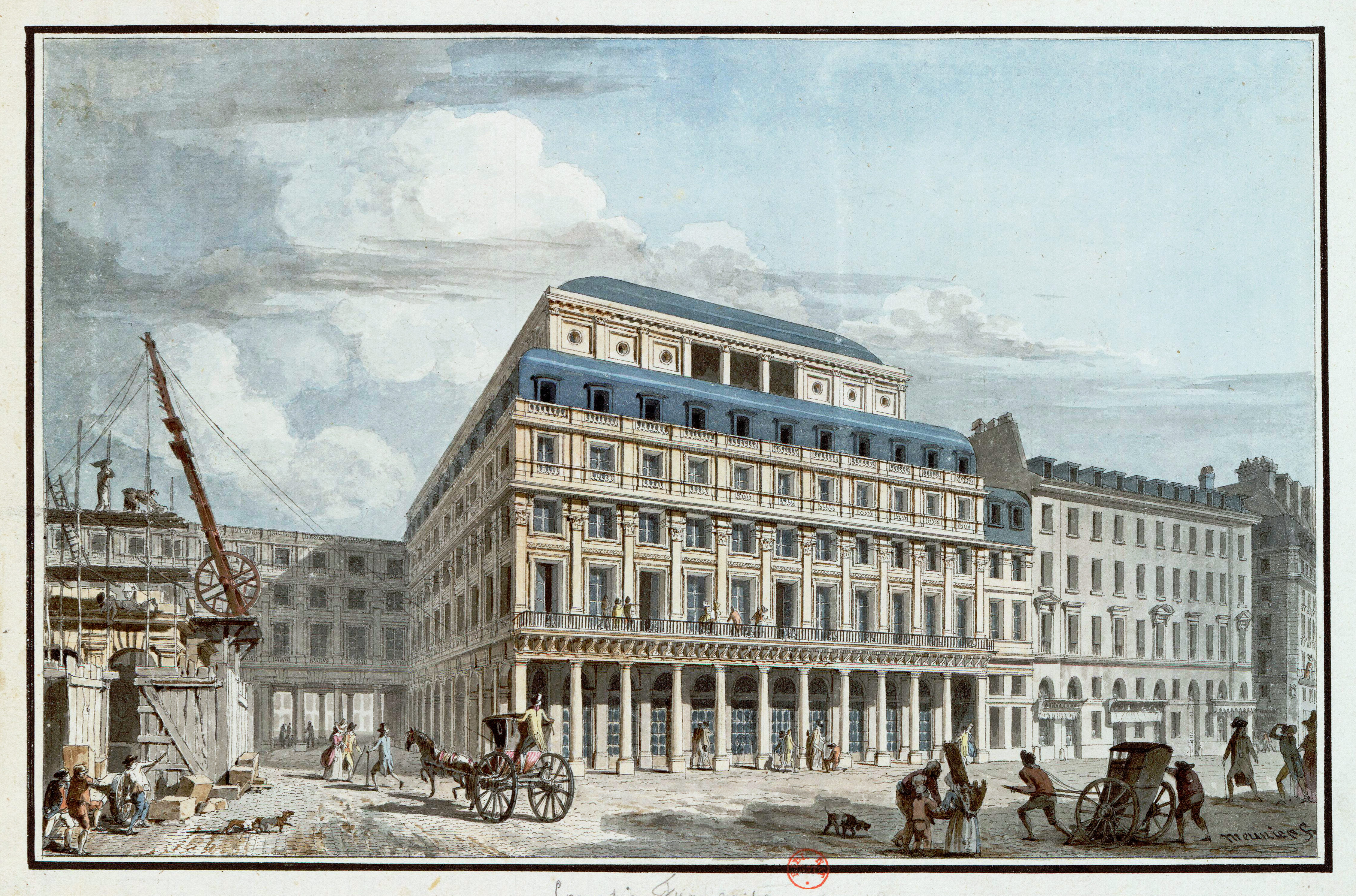
Театр Комеди Франсез. Акварель, конец 18-го века

Затем они поехали на улицу Сен-Никез к северу от дворца. Лимоэлан перешёл на Каррузель, откуда он мог подать сигнал двум своим товарищам-заговорщикам, чтобы они зажгли фитиль. Сен-Режан увидел 14-летнюю девочку по имени Марианна Пезоль, чья мать продавала овощи и свежеиспеченные булочки на близлежащей улице Бак. Он заплатил ей двенадцать су, чтобы она подержала кобылу несколько минут. В 8 часов вечера, думая, что полиция поймала заговорщиков, расслабленный, но усталый Наполеон неохотно поехал в оперу, чтобы присутствовать на оратории Йозефа Гайдна «Сотворение мира», впервые поставленной во Франции. Карете Бонапарта предшествовал конный конвой консульской гвардии. Вместе с Первым консулом ехали военный министр Бертье, генерал Ланн и полковник Лористон, адъютант Бонапарта. Во второй карете ехали жена Бонапарта, его падчерица и сестра Каролина.
Экипаж Наполеона, которым управлял кучер по имени Сезар, проехал по улице Сен-Никез и выехал на улицу Фобур Сент-Оноре. Лимоэлан замешкался и не успел подать сигнал Сен-Режану, который потерял драгоценную минуту или две. Когда авангард гренадеров охраны Наполеона проезжали мимо него, Сен-Режан зажёг фитиль и убежал.
Адская машина взорвалась, убив Марианну Пезоль и множество других невинных прохожих (а также лошадь); весь квартал содрогнулся.
Наполеон, отделавшийся лёгким испугом, настоял на том, чтобы ехать в оперу, где публика радостно приветствовала его, узнав о провале заговора; по другой (более очевидной) версии, в театре, естественно, ничего не знали о произошедшем, и восприняли звуки взрыва и сопутствующих ему разрушений как салют (торжественный залп орудий) в честь очередной победы войск Бонапарта (и даже, якобы, один из распорядителей вечера или актёров театра вышел на сцену и, можно сказать, «дежурно» поздравил присутствующих сограждан, уже ставших привыкать к победам наполеоновской армии, которой в недалёком будущем будет официально присвоен эпитет [[Великая армия|«Великая» (фр. Grande Armée)]], с «очередным по счёту» торжественным событием).

## Жертвы взрыва
Данные о количестве жертв сильно расходятся. Так, один источник указывает 5 убитых и 26 раненых; другой пишет о 22 убитых, 28 серьёзно раненых и около сотни легко; 46 домов были либо разрушены, либо стали непригодны для проживания.
Наполеон был сильно потрясён, но физически он не пострадал. Жена Наполеона, Жозефина, упала в обморок. Её дочь Гортензия получила травму руки. Сестра Наполеона, Каролина Мюрат, которая находилась на девятом месяце беременности и чьё эмоциональное здоровье было менее крепким, получила психическую травму.

## Поиск подозреваемых и наказание
Информаторы сообщили полиции, что некоторые крайне левые якобинцы, известные как «исключительные» (фр. les exclusifs), планировали убить Наполеона взрывом «адской машины». 16 и 17 брюмера IX года Французской республики (7-8 ноября 1800 года) полиция Парижа задержала некоторых членов «исключительных», в том числе агитатора по имени Медж и химика Шевалье.
Медж опубликовал брошюру под названием «Le Turc et le militaire français» («Турки и французские солдаты»), сравнивая Наполеона с деспотичным римским правителем Юлием Цезарем, который был убит Марком Брутом, и призывая к «рождению тысяч Брутов, которые нанесли бы удар тирану Бонапарту». Шевалье экспериментировал со взрывчаткой и подозревался в создании бомбы для убийства Наполеона; однако адская машина, взорвавшийся месяц спустя на улице Сен-Никез, не была его произведением.
Наполеон, по-видимому, убедил себя, что покушение на его жизнь было совершено крайне левыми якобинцами. Фуше обвинял шуанов, но Бонапарт не хотел его слушать. Он был «глубоко шокирован и очень зол». Он полагал, что совершил настоящие чудеса для Франции и что его несостоявшиеся убийцы были неблагодарны. Разъярённый Наполеон сказал своему советнику: «За такое жестокое преступление мы обязаны отомстить, подобно молнии; должна пролиться кровь; мы убьём столько же заговорщиков, сколько было жертв». Наполеон хотел, чтобы его «якобинские враги» были изгнаны из Франции. Даже после того, как полицией Фуше были задержаны настоящие преступники, Наполеон отказался помиловать невиновных, настаивая на их депортации из Франции.
130 подозреваемых, о которых практически ничего больше не известно, стали новыми жертвами адской машины. Когда Фуше задержал настоящих преступников, Сен-Режана и Карбона и стало известно, что взрыв дело рук шуанов, было уже слишком поздно. Никого из якобинцев не помиловали, потому что их изгнание было угодно императору. Наполеон пошёл на хитрость: якобинцы были осуждены не за участие в деле на улице Сен-Никез, но для поддержания общественной безопасности.
14 нивоза IX года Французской республики (4 января 1801 года) Первый консул Бонапарт вместе с Камбасересом и Лебреном выслали из Франции 130 якобинцев. Консульский указ гласил: «130 граждан, имена которых указаны, подозреваемых в частичной ответственности за террористическую попытку 3 нивоза, взрыв адской машины, должны быть помещены под особый надзор за пределами европейской территории Республики». 15 нивоза (5 января) послушный сенат ратифицировал этот акт, издав сенатус-консульт, удостоверяющий, что действия консула сохранили конституцию. 130 подозреваемых были депортированы из Франции без суда и права на апелляцию. Два дня спустя, 17 нивоза (7 января), он назначил Андре Франсуа Мио, будущего графа де Мелито, генеральным администратором корсиканских департаментов Голо и Лямоне, где были сильны антибонапартистские настроения и где Бонапарт приостановил конституционное правление.
Работая в тесном сотрудничестве с Фуше, префект полиции Дюбуа заставил своих людей собрать остатки мёртвой кобылы и телеги на месте взрыва и допросить всех парижских торговцев лошадьми. Один из них дал описание человека, который купил у него эту кобылу. 18-го нивоза IX года (8 января 1801 года), через пятнадцать дней после взрыва на улице Сен-Никез, Карбон, изготовивший бомбу, был опознан Ламбалем — человеком, который продал (или сдал в аренду) ему телегу, а также кузнецом, который подковал кобылу. Фуше, который всё это время знал о невиновности якобинцев, явился к Бонапарту с убедительным доказательством того, что заговорщики были скорее роялистами, чем якобинцами. Фуше показал, что бомба, сделанная Шевалье, которого полиция Дюбуа обвинила в изготовлении адской машины, сильно отличалась от бомбы, взорвавшейся на улице Сен-Никез.
Министр полиции, который вступил в заговор с Талейраном и Клеманом де Ри с целью смещения Бонапарта, похоже, стремился доказать свою преданность Первому консулу. Но тот не стал слушать своего министра полиции, поклявшись отомстить якобинцам. 19 нивоза (9 января) четыре члена «заговора кинжалов» — якобинцы Джузеппе Черакки, Жозеф Антуан Арена, Франсуа Топино-Лебрён и Доминик Демервилль — были признаны виновными в заговоре с целью убийства Первого консула и приговорены к смерти. Их отчаянные протесты и сообщения о пытках остались без внимания. Наполеон, который сам был горячим якобинцем, теперь восстал против своих бывших союзников. Он по-прежнему настаивал на том, что убить пытались его якобинские «исключительные».
Наполеон не желал слушать Фуше. Он избавлялся бы от всех тех, кто хотел ему навредить:
Это был хороший повод для уничтожения последних остатков террористических группировок — «чистка», какую устраивал Робеспьер, отправляя «exagérés» на гильотину, Конвент, подавлявший прериальское восстание, Директория, уничтожившая Бабёфа. По сути, именно постепенное уничтожение активных республиканцев сделало возможным возвращение к порядку; тут Бонапарт ничего нового не придумал. Когда небольшое их количество исчезло, не нужно больше было опасаться контратаки крайних якобинцев. Ещё будут роялистские заговоры, военные заговоры, дворцовые заговоры. Республиканских заговоров больше не будет.
21-го нивоза IX года Французской республики (11 января 1801 года) по приказу Первого консула Бонапарта был казнён химик Шевалье. 28 нивоза (18 января) был арестован настоящий изготовитель бомбы, Карбон. Под пытками он назвал имена своих товарищей-заговорщиков, Лимоэлана и Сен-Режана. 30 нивоза (20 января), через четыре недели после взрыва, Бонапарт казнил автора памфлета Метжа и двух его друзей, хотя не было никаких доказательств того, что кто-либо из них был замешан в заговоре.
1-го плювиоза IX года Французской республики (21 января 1801 года) Наполеон назначил на пост министра внутренних дел Франции 44-летнего ученого Жана-Антуана Шапталя. 25 января наполеоновская полиция арестовала сообщника Карбона, Сен-Режана. Он был казнён 30 жерминаля (20 апреля) на Гревской площади в Париже. Лимоэлану единственному из всех заговорщиков удалось бежать — сначала в Бретань, а потом в США. Он выразил чувство вины за смерть девочки, Марианны Пезоль, которая держала лошадь, привязанную к телеге. В 1812 году Лимоэлан был рукоположен в священники и умер в 1826 году.

## В современной культуре
Нападение на улице Сен-Никез было описано Г. Ленотром, историком, который писал в основном о Французской революции и правлении террора.
Служит фоном для исторического романа «За короля» Катрин Делор 2010 года.
Является фоном миссии в игре Assassin’s Creed Unity фирмы Ubisoft. В этой миссии ассасины помогают не дать радикалам взорвать бомбу и уничтожают стрелков, целью которых было уничтожение Наполеона. Франсуа-Жозеф Карбон выступает главным заговорщиком и устраняется ассасинами вскоре после спасения Наполеона от людей Карбона.

### Комментарии
1. ↑  Pierre Robinault de Saint-Régeant; также встречаются варианты Saint-Régent, Saint-Réjant, или Saint-Réjan.